# Карађорђев трг (Земун)
| КАРАЂОРЂЕВ · трг                     | КАРАЂОРЂЕВ · трг                |
| ------------------------------------ | ------------------------------- |
|                                      |                                 |
| Општина                              | Земун                           |
| Почетак                              | Карађорђева ул. Ул. 22. октобра |
| Крај                                 | Булевар Николе Тесле            |
| Дужина                               | 320 m                           |
| Ширина                               | 27 до 80 m                      |
| Створена                             | непознато                       |
| Названа                              | непознато                       |
|                                      |                                 |
|                                      |                                 |
| Изглед седамдесетих година · XX века |                                 |

Карађорђев трг се налази у Земуну, између Карађорђеве и улице 22. октобра.

## Почетак изградње
За време земунског Градоначелника Стевана Марковића (седамдесетих година XIX века), више пута је потезано питање „инундационог терена“, односно земљишта од тзв. београдске капије на самом улазу у Главну улицу до ушћа Саве у Дунав. Марковић је у више наврата путовао у Загреб и на крају успешно по град Земун (још увек у саставу Аустроугарске монархије) окончао преговоре, који је тиме добио око 700 јутара земље. До краја века порушен је југоисточни одмбрамбени зид, и то од бежанијске до београдске капије, чиме је омогућено ширење ка југу.
Почетком новог века, на тим новоосвојеним теренима почела је изградња широких, правилних улица са тротоарима од којих је најзначајније било проширење Главне улице ка Београду, тј. железничкој станици Земун, а која се налазила на месту где је данас стамбени блок прекопута хотела „Југославија“. То проширење је обухватало данашње Карађорђеву улицу, улицу 22. октобра, Карађорђев трг.
Коначно, у последњој деценији пред Други светски рат, са све бржим културним, привредним и социјалним развојем Земуна детаљно је регулисана траса овог дела доњег града. Занимљиво је да је слично бари Венеција у Београду, и овај део Земуна био често плављен подземним водама Дунава као и да је био прекривен баруштинама и то све до основне школе „Светозар Милетић“.
Модернистичка целина (1925-1941) овог дела Земуна у потпуности је очувана на левој страни Карађорђеве, улици Мирослава Тирша, као и местимично у улицама 22. октобар и Данила Медаковића (ранији назив Августа Цесарца). Ниједна од ових зграда није страдала у Другом светском рату, и то јер су Силе осовине поштеделе град од бомбардовања због значајног удела Немаца у становништву Земуна.

## Послератни период
После ослобођења од Немаца, Карађорђев трг је често мењао архитектонски изглед, можда више него и било који део у ужем језгру Земуна. Велика стамбена зграда која је спојила Карађорђеву и улицу 22. октобра је саграђена још 1947. године по пројекту архитекте Драгомира Тадића, а занимљиво је да је, иако после рата, задржала тзв. предратни начин градње (јака и стабилна структура, занимљиво декорисани улази, велики портали, мали број станова итд...) и није реметила спратност у граду која се (са изузетком команде вазухопловства) сводила на 4 до 5 спратова. Такође, оно што многи Земунци причају јесте да је овај комплекс требало да представља нову зграду општине, или хотел, али да се од тога у последњем тренутку одустало. Последња зграда у целости саграђена пре рата и ослобођења је у Карађорђевој 5.
На десној страни Карађорђевог трга, сви стари објекти саграђени пре рата порушени су: стара зграда фабрике „Змај“, стамбени блок зграда Фрање Јенча, као и неки објекти фабрике асфалта. Једини „реликт“ из тог периода је зграда на углу улица Стевана Марковића (Ђуре Ђаковића) и Карађорђеве. Готово праволинијски изглед Земуна, са једва неколико објеката који излазе из оквира кућа нарушен је у послератном периоду. Солитери на тргу окружили су старо језгро, чији се изглед просто губи у очима посматрача, дајући контраст.
Занимљиво је такође да овај део трга може мало да подсећа на раскрницу у центру Београда, односно баш као што Дом синдиката дели Булевар краља Александра на Дечанску и Трг Николе Пашића (и даље Теразије), тако и зграда која заузима централно место на тргу брутално прекида булевар Николе Тесле, и дели га на поменуте улице 22. октобра и Карађорђеву (и даље Главну). Оно што је још својеврстан куриозитет, јесте да су дуго година после рата овуда уместо аутобуса „15“ и „84“ пролазили тролејбуси, који су прво заменили трамвај „14“, а затим су и они били замењени аутобусима.

## На почетку новог века
На крају, деведесетих година 20. века Карађорђев трг је добио данашњи изглед. Мноштво малих продавница и занатско - угоститељских радњи сместило се дуж паркинга направљеног за аутомобиле станара у солитерима око трга, а неке од њих су попримиле и култни статус, по коме се овај део доњег Земуна распознаје широм Београда.